# Mijalić
Mihaliq en albanais et Mijalić en serbe latin (en serbe cyrillique : Мијалић) est une localité du Kosovo située dans la commune/municipalité de Vushtrri/Vučitrn et dans le district de Mitrovicë/Kosovska Mitrovica. Selon le recensement kosovar de 2011, elle compte 1 242 habitants.

## Démographie

### Évolution historique de la population dans la localité
| 1948 | 1953 | 1961 | 1971  | 1981  | 1991  | 2011  |
| ---- | ---- | ---- | ----- | ----- | ----- | ----- |
| 767  | 855  | 898  | 1 113 | 1 205 | 1 192 | 1 242 |

|  |

### Répartition de la population par nationalités (2011)
En 2011, les Albanais représentaient 99,92 % de la population.